# Steve DiGiorgio
Steve DiGiorgio (Waukegan, Illinois, 7 de novembro de 1967) é um baixista norte-americano. Ele tocou baixo em bandas de death metal e thrash metal como Death, Autopsy, Control Denied, Testament, Iced Earth e Sadus.

## Discografia

### Sadus
- Illusions (1988)[3]
- Swallowed in Black (1990)[4]
- A Vision of Misery (1992)[5]
- Elements of Anger (1997)[6]
- Sadus – Out for Blood (2006)[7]

### Testament
- The Gathering (1999)[8]
- First Strike Still Deadly (2001)
- Brotherhood of the Snake (2016)

### Charred Walls of the Damned
- Charred Walls of the Damned (2010)[9]
- Cold Winds on Timeless Days (2011)[10]
- Creatures Watching over the Dead (2016)

### Outras gravações
- Autopsy – Severed Survival (1989, músico convidado)[11]
- Autopsy – Fiend for Blood (1991, músico convidado)
- Death – Human (1991)[12]
- Death – Individual Thought Patterns (1993)[13]
- Dark Hall- Demo (1998)
- Control Denied – The Fragile Art of Existence (1999)[14]
- James Murphy – Feeding the Machine (1999)[15]
- Dragonlord – Rapture  (2001)
- Iced Earth – Horror Show (2001)[16]
- Vintersorg – Visions from the Spiral Generator (2002)
- Artension  – Future World (2004)
- Lunaris – Cyclic (2004, participação)
- Quo Vadis – Defiant Imagination (2004, músico convidado)
- Takayoshi Ohmura – Nowhere to Go (2004)
- Vintersorg – The Focusing Blur (2004)[17]
- PainmuseuM – Metal for Life (2005)[18]
- Various artists – Roadrunner United (2005)[19]
- Rob van der Loo – Freak Neil inc. Characters (2005, participação)
- Scariot – Momentum Shift (2007, músico convidado)
- Sebastian Bach – Angel Down (2007)[20]
- Necro  – Death Rap (2007)[21]
- Roger Staffelbach's Angel of Eden – The End of Never (2007, músico convidado)
- Futures End – Memoirs of a Broken Man (2009)[18]
- Faust – From Glory To Infinity  (2009)[18]
- Heathen – The Evolution of Chaos (2010, participação)
- Christian Muenzner – Timewarp (2011, participação)
- Johnny Newman – More than Ever (2011)
- Anatomy of I – Substratum (2011)
- Sylencer – A Lethal Dose of Truth (2012, participação)
- Ephel Duath – On Death And Cosmos (2012)
- Soen – Cognitive (2012)
- Memorain – Evolution (2012)
- Mythodea – Mythodea (2013)
- Artlantica – Across the Seven Seas (2013, músico convidado)
- Jeff Hughell – Chaos Labyrinth (2013, participação na faixa 3)
- Gone In April - Threads Of Existence (2016)